# موشانو سانت آنجلو
موشانو سانت آنجلو (به ایتالیایی: Mosciano Sant'Angelo) یک کومونه در ایتالیا است که در استان تیرامو واقع شده‌است.

## خصوصیات
موشانو سانت آنجلو ۴۸ کیلومترمربع مساحت و ۸٬۷۲۸ نفر جمعیت دارد و ۲۲۷ متر بالاتر از سطح دریا واقع شده‌است.